# Ptolemeu I Soter
Ptolemeu I Soter (grec antic: Πτολεμαῖος Σωτήρ, 'Ptolemeu el Salvador') (367-282 aC) fou governador i després rei d'Egipte.

## Antecedents familiars i joventut
Era fill de Lagos de Macedònia, un ciutadà comú, i d'Arsínoe, concubina de Filip II de Macedònia, per la qual cosa es pensa que podria ser fill il·legítim del rei, però si és exacte que tenia en morir 84 anys (per tant que va néixer el 367 aC) en aquell temps el rei Filip era molt jove i no tenia Arsínoe com a concubina.
Va estudiar junt amb Alexandre i fou distingit per la cort sense considerar el seu origen patern. Va participar en el pla per casar Alexandre amb la filla de Pixòdar de Cària, i això va molestar Filip que el va fer fora de la cort junt amb altres, però hi fou cridat un altre cop quan Alexandre va pujar al poder el 336 aC.

## La campanya d'Àsia
Va acompanyar el rei a Àsia però aparentment no va exercir cap comandament rellevant al començament. El 330 aC se'l va nomenar Somatofílacs al lloc de Demetri, que havia estat implicat en la conspiració de Filotes. A partir d'aquí va començar a exercir missions destacades, i el 329 aC després que l'exèrcit creués l'Oxus, fou enviat en persecució de Bessos, a qui va atrapar i va portar a Alexandre, que el va fer matar. Va prendre part també en la submissió de Sogdiana i en l'atac a la fortalesa de Corienes.
A la campanya de l'Índia es va distingir diverses vegades especialment contra els aspasians i els assacenis, a la conquesta de la fortalesa d'Aornos, al pas de l'Hidaspes, al setge de Sangala i altres. Alguns autors diuen que va salvar la vida a Alexandre en una ocasió però ell mateix diu que aquell dia estava absent.
Durant la marxa per Gedròsia va dirigir una de les tres divisions de l'exèrcit i al retorn a Susa va rebre d'Alexandre una corona d'or i va rebre en matrimoni la princesa persa Artacama, germana de Barsina o Estatira (de la qual després no es torna a sentir parlar). Va acompanyar Alexandre a la darrera campanya contra els cosaes el 324 aC.

## Mort d'Alexandre
A la reunió de generals que va seguir la mort d'Alexandre, Ptolemeu va proposar un govern conjunt d'oficials però la proposta fou rebutjada i llavors es va posar al costat de Perdicas d'Orèstia i en el repartiment de satrapies va rebre la d'Egipte.
Quant va arribar a Egipte no va trigar a desfer-se del seu hiparc (lloctinent) Cleòmenes de Nàucratis, fins llavors governador receptor general de tributs. Aquesta execució de fet li va guanyar el favor del poble, ja que Cleòmenes havia despertat general oposició per les seves exaccions. Al mateix temps es desfeia d'un ferm partidari de Perdicas del qual pensava separar-se al més aviat possible. Personalment Ptolemeu es va apoderar del tresor de Cleòmenes. En arribar a Egipte es va casar amb Tais, la famosa prostituta atenenca que acompanyava Alexandre.

## Les guerres dels diàdocs
El següent pas fou una aliança secreta amb Antípatre contra Perdicas. Ptolemeu va convèncer Arrideu, encarregat del funeral d'Alexandre, de portar el cos a Egipte en comptes de portar-lo a Macedònia. Pel mateix temps (322 aC) va incorporar Cirene als seus dominis a la mort de Timbró d'Esparta.
El 321 aC va començar la guerra contra Perdicas. Fou aquest mateix el que va agafar el comandament contra Ptolemeu deixant a Èumenes de Cardia a Àsia. Ptolemeu va establir les defenses al Nil i l'intent de forçar el pas de Perdicas va fracassar perdent dos mil homes; Perdicas fou assassinat per dos subordinats. Ptolemeu va donar a l'exèrcit invasor subministraments i es va guanyar el seu favor i fou proposat com a regent en comptes de Perdicas, però no va acceptar perquè volia establir una base de poder abans d'arriscar tot, i a proposta seva el càrrec fou ofert a Arrideu i Pitó.
A l'acord de Triparadisos del 320 aC va conservar Egipte i Cirene. L'aliança amb Antípater es va reforçar amb el matrimoni de Ptolemeu amb Eurídice, filla d'Antípater.
Pocs mesos després va vulnerar els acords i es va apoderar de la satrapia de Fenícia i Celesíria que havia estat assignada a Laomedon, al que li va arrabassar per la força de les armes. En aquesta campanya va entrar a Jerusalem atacant la ciutat un dissabte aprofitant la festa jueva.
Antípater va morir el 319 aC. Ptolemeu llavors es va aliar a Cassandre i Antígon el Borni contra Polipercont i Èumenes. Una flota que havia preparat a Cilícia i tenia amagada va sortir i va començar les operacions contra Èumenes que pel seu cantó atacava Fenícia; Èumenes va sortir aviat cap al nord on es lliurava el conflicte principal i els egipcis van quedar inactius. La victòria d'Antígon sobre Èumenes el va convertir en el més poderós i es va desfer de Pitó i Peucestes posant al descobert les seves ambicions. Seleuc, sàtrapa de Babilònia, es va escapar i es va refugiar a Egipte. Llavors Ptolemeu, desconfiat d'Antígon, es va aliar a Cassandre i a Lisímac contra ell (316 aC).
El 315 aC Antígon va iniciar les hostilitats envaint Síria, i alliberant Fenícia del control egipci. Tir va quedar assetjada però no la va poder ocupar. Durant el setge Antígon va preparar una flota i el seu nebot (també anomenat Ptolemeu) va dirigir la guerra a l'Àsia Menor amb força èxit. Però els egipcis eren els amos de la mar i les seves forces van desembarcar a Xipre i van sotmetre als petits prínceps locals, derrotant els que es van oposar als egipcis; una flota fou enviada a Grècia sota el comandament de Policlet que anava llançant proclames de llibertat de les ciutats, i que a la tornada va derrotar a Teodor, almirall d'Antígon, davant d'Afrodísias (Cilícia) i li va prendre tots els vaixells. El 314 aC finalment Tir es va rendir, i amb la zona de Llevant ja dominada, Antígon va dirigir la seva atenció a l'Àsia Menor, deixant a la província conquerida al seu fill Demetri Poliorceta com a governador.
El 313 aC es va revoltar Cirene i alguns prínceps de Xipre. Contra la primera va enviar al seu general Agis, i a Xipre hi va anar personalment amb un exèrcit fort que ràpidament va sotmetre les ciutats revoltades. El govern de l'illa fou donat a Nicocreont de Salamis, home de la seva confiança. Després amb la flota va saquejar les costes continentals i es va apoderar de les ciutats de Posidèon i Mal·los retirant-se a Xipre abans que Demetri pogués arribar amb soldats.
El 312 aC Ptolemeu va envair Celesíria amb un fort exèrcit i es va enfrontar amb Demetri prop de Gaza. Els egipcis, entre els quals hi havia Seleuc, van guanyar i Demetri va haver d'evacuar Celesíria i Fenícia. Seleuc amb una petita força es va presentar a Babilònia, on tenia molts amics i havia comprat moltes lleialtats i que no va tenir gaire feina a dominar altra vegada la satrapia. Demetri va aconseguir aturar la progressió egípcia derrotant el general Cil·les, i ja el seu pare Antígon marxava a la zona amb reforços. Ptolemeu llavors fou el que es va haver de retirar cap Egipte i es va preparar per a la defensa, però Antígon no el va seguir i es va dedicar a establir el seu domini a les zones conquerides. El 311 aC es va fer un acord general de pau.
Ptolemeu fou el primer que va reiniciar la guerra (310 aC). Sota pretext de què Antígon no havia retirat les seves forces de les ciutats gregues de la costa asiàtica va enviar una flota a Cilícia sota comandament de Leònides que va ocupar diverses ciutats de la costa, però es va haver de retirar a l'arribada de Demetri Poliorcetes.
Al següent any (309 aC) Ptolemeu personalment va anar amb una gran flota a Lícia i va conquerir Xantos, i després Caune i altres llocs a Cària, assetjant Halicarnàs, setge que va haver d'aixecar a l'arribada de Demetri. Els egipcis es van retirar a Mindos on van passar l'hivern, fins a la primavera següent (308 aC) en què es van presentar al Peloponès i Ptolemeu es va proclamar alliberador de Grècia. Corint i Sició van caure a les seves mans (entregades per Cratesípolis) però va fer poca cosa més, i després de deixar guarnicions a ambdues ciutats va retornar a Egipte. Mentrestant a Cirene, que romania independent, a la mort d'Ofel·les fou reduïda per un exèrcit sota el comandament de Magas, germà de Ptolemeu.
El 307 aC Demetri va aconseguir establir la seva autoritat i la del seu pare Antígon sobre la major part de Grècia, i va poder expulsar a Demetri de Falèron fora d'Atenes. Demetri de Falèron es va refugiar a Egipte. Mentre Ptolemeu es preparava a Xipre, i Antígon alarmat, va cridar al seu fill des de Grècia vers a l'Àsia Menor, amb la idea d'atacar Xipre i conquerir-la. Quan va arribar Demetri, ell i el seu pare van atacar Xipre, que en aquell moment estava sota el govern de Menelau, un altre germà de Ptolemeu, que disposava d'una poderosa flota, però que fou derrotat i va quedar assetjat a Salamina, capital de l'illa. Ptolemeu va haver d'anar al rescat amb una flota de 140 vaixells, i es va lliurar una gran batalla naval davant Salamina en la qual els egipcis foren derrotats completament. Ptolemeu i Menelau van haver d'abandonar Xipre i es van retirar cap Egipte i l'illa va quedar en mans d'Antígon i el seu fill.
El 306 aC Antígon va prendre el títol reial a Sardes. Perdut el domini del mar, Antígon va avançar per Síria amb un exèrcit mentre Demetri li donava suport amb la flota seguint la costa. Ptolemeu va decidir fer-li front a la frontera egípcia com havia fet amb Perdicas. La defensa fou altra vegada efectiva i la flota de Demetri, afectada per les tempestes, fou rebutjada a cada intent de desembarcament i Antígon amb les forces terrestres no va poder forçar el pas del riu a terra ferma. La manca de subministraments va començar a afectar les tropes d'Antígon i es van començar a produir desercions i Ptolemeu va seguir la seva tàctica habitual d'acolliment, ajut i promeses als que es passaven al seu bàndol. Finalment Antígon es va haver de retirar cap a Síria i Ptolemeu no el va seguir.

L'imperi ptolemaic i els seus veíns

El 7 de novembre del 305 aC Ptolemeu va agafar el títol reial. En aquest any 305 aC Demetri el fill d'Antígon va atacar l'illa de Rodes, aliada de Ptolemeu i aquest li va enviar ajut. Demetri va assetjar Rodes però diverses vegades els vaixells de Ptolemeu van poder fer arribar subministraments i material militar. Demetri va haver d'aixecar el setge el 304 aC i els rodis van rendir honors divins al rei egipci com a «salvador» (Σωτήρ, Sotēr) 
El 303 aC i 302 aC Ptolemeu va romandre inactiu. El 303 aC Demetri es va apoderar de Corint i Sició. El 302 aC la cooperació entre Seleuc, Cassandre, Ptolemeu i Lisímac es va estrènyer el que va portar a la batalla d'Ipsos en la qual va morir Antígon (301 aC). Ptolemeu havia entrat amb un exèrcit a Celesíria i s'havia apoderat de part del país i part de Fenícia, però va rebre notícies errònies sobre la victòria d'Antígon i va retornar cap Egipte. La Celesíria va quedar en mans de Seleuc.
Ptolemeu va reclamar als aliats la cessió de Celesíria com a pagament de la seva pertinença a la coalició i es va enfrontar amb Seleuc que la volia mantenir, si bé no van arribar a esclatar hostilitats, ja que Seleuc va actuar hàbilment, donant llargues i fent créixer les esperances de Ptolemeu en què els territoris reclamats li serien entregats, per finalment retenir el control d'una manera que no és coneguda.
Les aliances es van recompondre. Seleuc es va casar amb Estratonice, filla de Demetri i Ptolemeu va buscar l'aliança de Lisímac al que va donar a la seva filla Arsinoe en matrimoni i no va refusar la reconciliació almenys aparent amb Demetri al que va entregar Ptolemaida (llavors anomenada Ace, actual Acre) una de les places fortes que conservava, i una filla en matrimoni; tanmateix l'aliança va incloure l'entrega de Pirros, hereu del tron de l'Epir, com a ostatge a la cort egípcia. Pirros va obtenir aviat el favor de Ptolemeu que li va donar a la seva filla Antígona en matrimoni i va planejar convertir-lo més endavant en el rival de Demetri.
El 297 aC quant Demetri va fer la seva expedició a Grècia, Ptolemeu no va dubtar en donar suport a les ciutats gregues, i el 296 aC va enviar a Pirros a l'Epir amb una petita força, amb la qual el príncep aviat va prendre el poder.
El 295 aC, ocupat Demetri a Grècia, li va arrabassar l'illa de Xipre. Fila, la dona de Demetri, va dirigir la resistència a Salamina que va quedar assetjada, però la impossibilitat de Demetri d'enviar ajuda va fer que finalment s'hagués de rendir. Xipre fou declarada part integrant de la monarquia egípcia.
El 287 aC, ja amb Demetri al tron de Macedònia, Ptolemeu va formar una aliança amb Lisímac i Seleuc. A la guerra que va seguir Ptolemeu va tenir una petita part, enviant una flota a la mar Egea; la derrota i captivitat de Demetri va allunyar tot perill.

## Darrers anys; la successió
Els darrers anys foren de pau i de promoció de la prosperitat interna. La successió, donada l'avançada edat de Ptolemeu, va ser decidida.
Ptolemeu es va casar tres vegades:
- Amb la princesa persa Artacama, amb la qual segurament no va tenir fills.
- Amb Eurídice, la filla d'Antípater, amb la qual va tenir tres fills, Ptolemeu Ceraune, Meleagre i un tercer del qual no es coneix el nom, i dues filles, Lisandra i Ptolenmais.
- I amb Berenice que fou la mare de Ptolemeu II Filadelf i d'Arsinoe (esposa de Lisímac)
- Va tenir diverses concubines amb les quals va tenir altres fills i filles. La més coneguda és Taida, que va tenir el títol de reina i amb aquest títol va residir a Memfis els darrers anys de la vida de Ptolemeu, amb la qual va tenir dos fills, Leontiscos i Lagos, i una filla, Eirene (casada amb Eunostos, un dels prínceps de Xipre). D'un fill de nom Argeos no es coneix la seva mare però fou probablement una concubina.

Pert tant tenia tres fills legítims:
- Ptolemeu Ceraune, nascut d'Eurídice (la filla d'Antípater)
- Meleagre, nascut també d'Eurídice
- Ptolemeu Filadelf, nascut de Berenice (la seva darrera dona i la més estimada).

Ptolemeu tenia preferència per aquest darrer amb exclusió dels germans grans, però s'hi oposava el seu conseller Demetri de Falèron. Ptolemeu va imposar el seu punt de vista i el 285 aC va convocar una assemblea popular a Alexandria, en la qual va anunciar que transferia la reialesa al seu fill Ptolemeu II Filadelf (gener del 284 aC). Es van celebrar festes i processons de gran magnificència. Dos anys després Ptolemeu va morir entre gener i l'estiu del 282 aC i el seu fill li va fer un esplèndid funeral, col·locant el seu cos al mausoleu d'Alexandre i rendint-li honors divins.

## Balanç
Entre les coses negatives de Ptolemeu cal esmentar els assassinats de Nícocles de Pafos, la seva dona Axiòtea i de Ptolemeu nebot d'Antígon.
Entre les positives la seva prudència, la seva comprensió de què l'imperi no es podia mantenir i valia més assegurar una part, i la pau interior amb una preocupació pel benestar del seu poble.
Va restaurar les finances del país, va incrementar el comerç i la indústria, i va establir un sistema d'administració més eficaç. Va atraure molts soldats macedonis i grecs al seu servei per la seva fama de noble, honest i liberal.
Fou patró de les lletres, fundant la gran biblioteca i l'Acadèmia d'Alexandria i ell mateix va escriure una història de les campanyes d'Alexandre el gran (que no s'ha conservat però fou recollida en part per Arrià de Nicomèdia), però també es considera que a la seva fama va ajudar la seva pròpia propaganda. Va protegir a intel·lectuals de tota mena i entre ells a Demetri de Falèron, un dels seus principals consellers, el geòmetra Euclides, els filòsofs Estilpó de Mègara, Teodor de Cirene i Diodor Cronos, el poeta elegíac Filetes de Cos i al literat Zenòdot. Els dos darrers foren preceptors del seu fill Ptolemeu Filadelf. Va tenir correspondència amb Menandre al que va provar d'atreure a la seva cort, i probablement també ho va provar amb Teofrast. Els pintors Antífil i Apel·les van exercir el seu ofici a Alexandria i van produir destacades pintures. Les seves cartes a Seleuc foren col·leccionades per Dionisodor, però desgraciadament es van perdre.
Alexandria va arribar amb ell a capital comercial del món, i hi va establir colònies de jueus que van contribuir a la prosperitat.
La religió egípcia no va gaudir d'una especial protecció; va introduir el culte a Serapis i va fundar un temple dedicat a aquesta divinitat a Alexandria.
| Precedit per: Cleòmenes de Naucratis | Ptolemeus | Succeït per: Ptolemeu II Filadelf |